# El cielo en tu mirada
El cielo en tu mirada és una pel·lícula colombo-mexicana de 2012, protagonitzada per Danna García, Mane de la Parra, Aislinn Derbez i Jaime Camil, además cuenta con la actuación especial de Natalia Lafourcade. Fou pre-nominada per representar a Mèxic als Premis Oscar.

## Sinopsi
José és un noi que mai creï en si mateix. Després de morir i ser enviat al "cel" redescobreix qui era i que hi ha moltes maneres d'estimar; que el destí el formes tu mateix i que hi ha persones que et fan creure i ser millor. Llavors coneix a Abril, la dona que li estava destinada.

## Repartiment
- Mané de la Parra com José Pereyra,
- Aislinn Derbez com Abril.
- Jaime Camil com Mateo Robles agent de Pereyra.
- Danna García com Angélica María, àngel de la guarda de José.
- Juan Pablo Raba com Mario Domínguez, el promès d'Abril
- Natalia Lafourcade com Fernanda Domínguez la hermana de Mario
- Valerie Domínguez com Claudia - encarregada de tenda de roba.
- Renato López com Jerónimo Magaña contrincant de José en el concurs de cant.
- Verónica Jaspeado com la modista.
- Valentino Dávalos com Valentino.
- Samantha Gutiérrez com Samantha.

## Premis i nominacions
A les 42a edició de les Diosas de Plata Mane de la Parra va guanyar el premi al millor actor revelació, mentre que Jaime Camil fou nominat a la millor coactuació masculina.